# 日驻华大使座车国旗被抢事件
日驻华大使座车国旗被抢事件，2012年8月27日下午四时许，日本驻华大使丹羽宇一郎座车在北京市内环线上行驶返回日本駐華大使馆时，在北京四环路上被两辆曲线行驶的白色宝马车和黑色奥迪车（分别悬挂京、皖车牌）尾随，随即在车流量较少路段對大使座車進行拦截逼停，迫使丹羽宇一郎的座车停下。其中一辆轿车上的一名男子将插在丹羽宇一郎座车上的日本国旗夺走，随即离开，未对日使馆人员造成伤害。
有报道称，奥迪车上的一男一女与宝马车上的两男事发前并不相识，因「看到日本国旗后，非常生气」，所以拦停车辆，抢夺日本国旗。中国公安机关在事后，对其中两名男子处以5天行政拘留的处分，9月5日将两人释放。有分析认为，该事件无疑是「中国国内反日情绪高涨的产物」。

## 民间热议
由于事情发生时，正值中日钓鱼岛领土问题争端升级，普遍认为此事件的发生与日本在钓鱼岛领土争议问题上的态度有关。很有可能是围绕钓鱼岛问题的反日活动。关于事件的定性，网民之间存在激烈的讨论。随即还爆发了关于此前中国人登岛事件定性的讨论。

### 正面定性
部分网民对此持支持赞成态度，盛赞夺旗男子。时间后一天，8月28日，在北京有一名女子向日本大使馆投掷塑料瓶，随即被警方控制。

### 负面定性
媒体方面总体持批评态度。由人民日报社主办的《环球时报》发表社评：拔日本大使座车的国旗是胡来。并描述夺旗男子：“是胡来，而且很笨很蠢。”中国前国务委员唐家璇在8月29日举办的“纪念中日邦交正常化40周年国际学术研讨会”上也表示，夺旗行为“不是理性的爱国行为。”
网络上，部分网友认为夺旗行为是对亲华派丹羽宇一郎的打击，可能会使日本亲华派遭到打击，继而扶起日本反华派。部分网友也对丹羽宇一郎在华的工作表示肯定。

## 各方反应
中华人民共和国外交部发言人办公室：“中方有关部门正在对此进行认真调查。中国政府一贯认真履行《维也纳外交关系公约》，保护外国驻华使馆和人员的安全。”随后，中国方面宣布控制了参与夺旗的人员，但未透露人数。
 日本外务大臣玄叶光一郎：“非常遗憾，国旗代表国家的尊严。日本已进行严正抗议，要求不要再发生类似问题，强烈要求中方开始刑事调查。”日方并声称已拍下夺旗男子的照片和车号，要求中方刑事调查。日本外务副大臣山口壮28日抵达北京，将野田首相书写的亲笔信转交给中国国家主席胡锦涛。
 美国国务院发言人盧嵐在美东时间8月21日的例行记者会上表示：“我们关注此事。如果日本大使的车辆遭到袭击的报告是真实，那将受到格外关注，特别是由于他拥有外交地位。”盧嵐在28日的例行记者会上在答记者问时表示美国采用日语读音作为钓鱼岛官方名称。

## 相关片段
据相关采访，丹羽宇一郎在夺旗事件发生后选择低调处理，在当天下午5时许，按照规定仅向中国外交部亚洲司司长罗照辉提出抗议。未进一步扩大事态。但由于当日网络上出现事件现场目击者上传的照片，日本驻中国大使馆不得不在当天晚上7时许，向在华日本媒体通报了此事件，于是引起了日本国内舆论的哗然。